# مورچه‌گیرک خاکستری
مورچه‌گیرک خاکستری (نام علمی: Myrmotherula menetriesii) نام یک گونه از سرده مورچه‌گیرک‌ها است.